# Das tapfere Schneiderlein (2008)
Das tapfere Schneiderlein ist ein deutscher Märchenfilm aus dem Jahr 2008. Er beruht auf dem Märchen Das tapfere Schneiderlein und entstand im Rahmen der Märchenfilm-Reihe Sechs auf einen Streich, die das Erste Deutsche Fernsehen im Weihnachtsprogramm 2008 erstmals ausstrahlte.

## Handlung
Schneider David, der gern von einem besseren Leben träumt, sitzt an einem Sommermorgen an seinem Fenster und näht. Als eine Bauersfrau vorbeikommt, die Pflaumenmus anbietet, kauft er ihr etwas ab, streicht es sich auf eine Scheibe Brot und arbeitet weiter. Als er später die Scheibe essen will, sitzen darauf Fliegen. Er schlägt mit einem Lappen zu, sieben Fliegen sind tot. Großspurig, wie er ist, bestickt er einen Gürtel mit dem Spruch Sieben auf einen Streich und beschließt, in die Welt hinauszuziehen.
Auf seinem Weg trifft er auf einen Riesen, dem er mit Tricks seine angeblichen Kräfte präsentiert. Der Riese bringt ihn zu seinen zwei Brüdern. Alle drei sind zwar stark, aber dumm. Da sie Angst vor ihm haben, erschlagen sie ihn im Schlaf, ohne zu bemerken, dass er sich in der Nacht woanders hingelegt hat. Als er am nächsten Morgen noch lebt, laufen sie erschrocken davon.
Zeitgleich wird die Geschichte von König Ernst, dessen stets barfüßiger Tochter, Prinzessin Paula, und seinem Hofrat Klaus erzählt. Der König ist verwirrt und unentschlossen und hört in fast allen Dingen auf Klaus – nur dass Klaus Paula zur Frau begehrt, die ihn verabscheut, verweigert der König, solange sie nicht damit einverstanden ist. Er weiß aber, dass er nicht mehr lange widerstehen kann.
David wird nahe dem Schloss von Wachen aufgegriffen und wegen der Heldentat auf seinem Gürtel zum König gebracht, der ihn sofort als Kriegsherr einstellt. Paula und David haben sich auf den ersten Blick verliebt, zumal David durch sein Erscheinen Paulas Verlobung mit Klaus gerade noch verhindert hat, und sie flirten etwas miteinander. Um David zu beseitigen, lässt Klaus ihn nacheinander auf drei Gefahren ansetzen, die das Reich bedrohen: zwei weitere Riesen, ein Einhorn und eine Wildsau. Der König verspricht David dafür traditionell die Hälfte des Reiches und die Hand Paulas. David besteht alle drei Proben durch listiges Vorgehen.
Als Klaus aus Davids Gerede im Schlaf erfährt, dass er nur ein Schneider und kein Kriegsherr ist, teilt er dies dem darüber entsetzten König mit. Paula weiß dies allerdings schon und versichert David, dass sie das nicht störe. Sie verrät ihm einen geplanten Mordanschlag, worauf Klaus und seine drei Soldaten das Weite suchen.

## Hintergrund

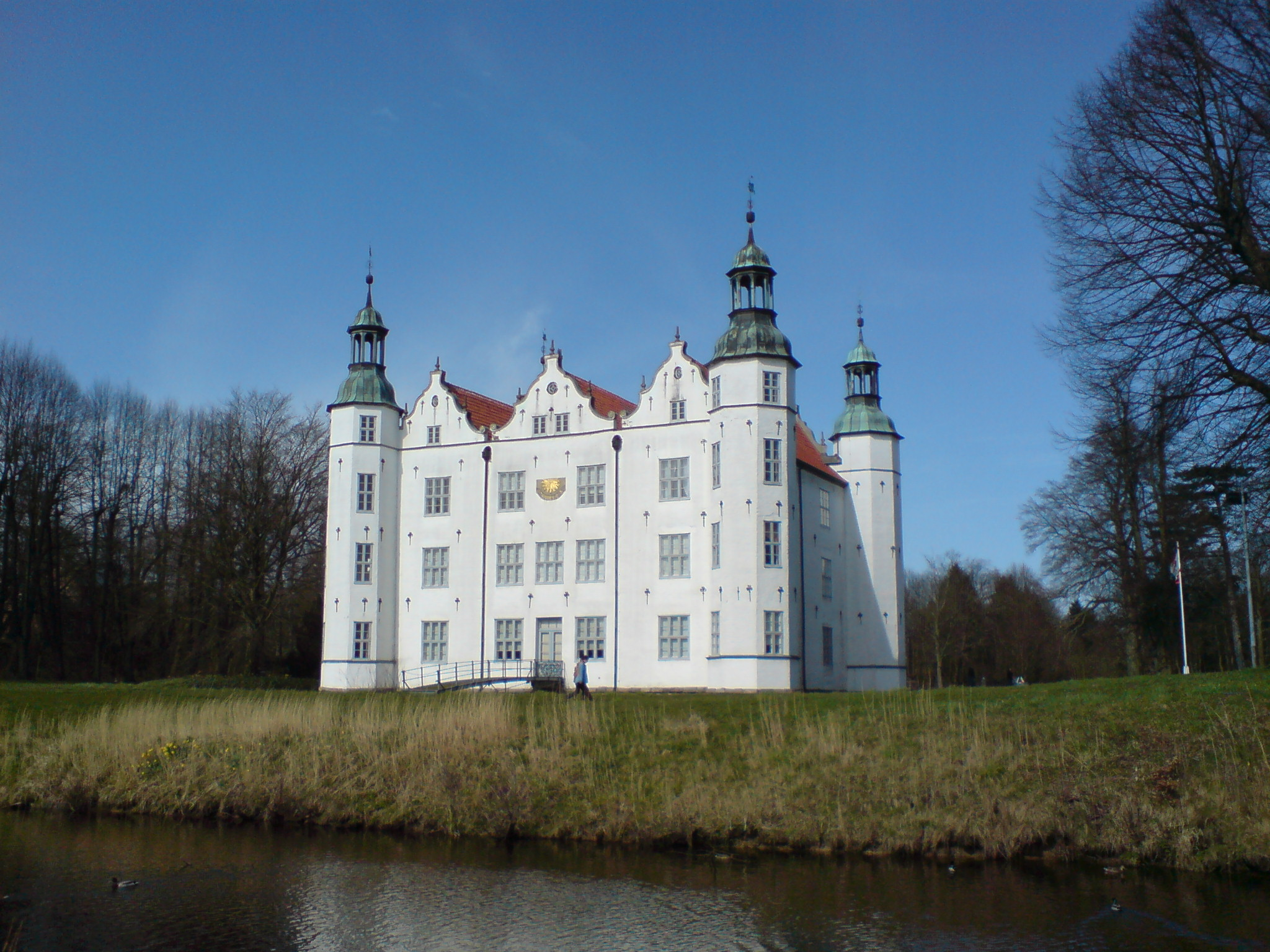
Drehort Schloss Ahrensburg

Gedreht wurde im Mai und Juni 2008 im Schloss Ahrensburg sowie im benachbarten Hamburg, Schleswig-Holstein und Niedersachsen. Die Erstausstrahlung fand am 26. Dezember 2008 statt.
Die Interpretation orientiert sich mit einigen Ausschmückungen weitgehend an der Vorlage. Neu eingeführt wurde vor allem die Person Klaus’ als Gegenspieler Davids sowie die Wendung, dass Davids einfache Herkunft nicht erst nach der Hochzeit von seiner Frau, sondern schon vorher von seinem Widersacher entdeckt wird. Die Trotteligkeit des Königs und die Verbissenheit Klaus’ kontrastieren mit Davids kindlicher Unbekümmertheit und bringen viele humoristische Aspekte in die Geschichte.
Im gleichen Jahr erschien auch die niederdeutsche Fassung dieses Märchens unter dem Titel "Das tapfere Schneiderlein" (op platt).

## Kritiken
„Sehr amüsante, von wunderbar aufgelegten Schauspielern getragene Neuverfilmung des Märchens der Gebrüder Grimm, die Lebensfreude, Spontaneität und Zuversicht feiert und geradezu enthusiastisch proklamiert, dass dem Tüchtigen die Welt gehört.“

## DVD-Veröffentlichungen
- Märchenbox – Sechs auf einen Streich Volume 1 mit Das tapfere Schneiderlein, König Drosselbart und Brüderchen und Schwesterchen

Alle Titel sind zudem als Einzelexemplare erhältlich (KNM Home Entertainment GmbH, November 2008).